# Noraszen (Lorri)
Noraszen – wieś w Armenii, w prowincji Lorri. W 2011 roku liczyła 1201 mieszkańców.